# 玛尔塔·雷佐阿利
玛尔塔·雷佐阿利（義大利語：Marta Rezoagli，1973年11月8日—），意大利前女子篮球运动员。她曾代表意大利国家队参加1996年夏季奥林匹克运动会篮球比赛，结果获得第八名。

## 外部連結
- 玛尔塔·雷佐阿利在国际奥林匹克委员会的资料